# Aonla (Uttar Pradesh)

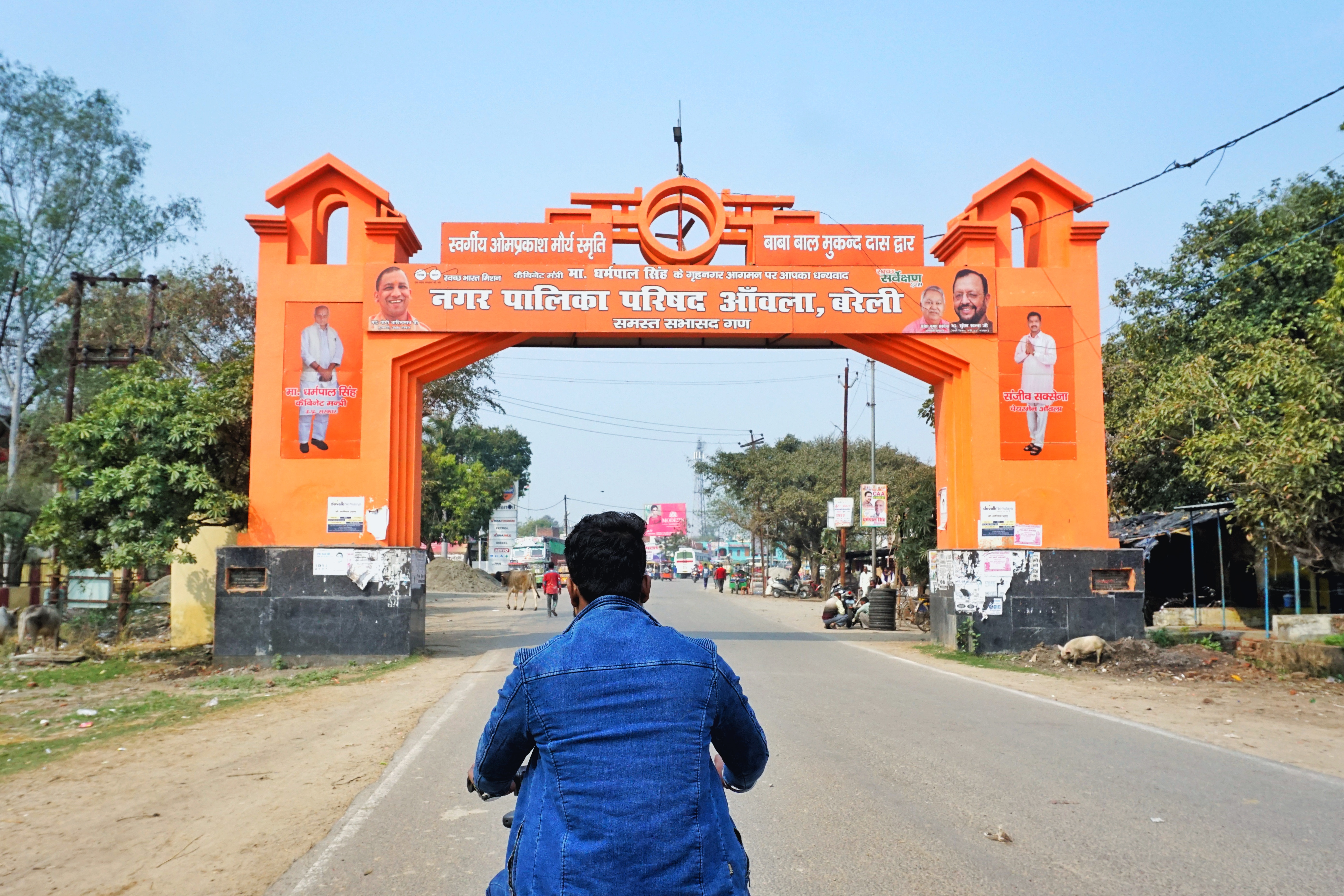
Stadttor von Aonla (2020)

Aonla ist eine Stadt im indischen Bundesstaat Uttar Pradesh.
Die Stadt ist Teil des Distrikts Bareilly. Aonla hat den Status eines Nagar Palika Parishad. Die Stadt ist in 25 Wards gegliedert. Sie hatte am Stichtag der Volkszählung 2011 55.629 Einwohner, von denen 29.231 Männer und 26.398 Frauen waren. Muslime bilden mit einem Anteil von etwas über 50 % die Mehrheit der Bevölkerung in der Stadt. Die Alphabetisierungsrate lag 2011 bei 57,31 %.